# La memoria infinita
La memoria infinita é um documentário chileno de 2023 dirigido por Maite Alberdi. O filme acompanha o relacionamento do jornalista chileno Augusto Góngora e da atriz chilena Paulina Urrutia. Foi selecionado na Competição Dramática Mundial de Cinema no Festival de Cinema de Sundance de 2023, onde teve sua estreia mundial em 21 de janeiro de 2023 e ganhou o Grande Prêmio do Júri. Foi aclamado pela crítica e nomeado um dos cinco melhores documentários de 2023 pelo National Board of Review.

## Enredo
Augusto Góngora e Paulina Urrutia são um casal há 23 anos. Augusto é um dos jornalistas culturais e apresentadores de televisão mais proeminentes do Chile. Sua esposa, Paulina, carinhosamente chamada de Pauli, é uma atriz que atuou como ministra da Cultura e das Artes do país de 2006 a 2010. Há oito anos, Augusto foi diagnosticado com o mal de Alzheimer e, desde então, Paulina cuida para ele. Ao longo de sua carreira, Augusto se dedicou a garantir que as atrocidades da ditadura de Pinochet não fossem esquecidas. Hoje, cabe a ele e à sua esposa manter a sua identidade, apesar dos desafios da sua doença. A cada dia, o casal enfrenta as dificuldades causadas pela doença de Alzheimer, mas também mantém a ternura e o senso de humor que os une.

## Elenco
- Augusto Góngora
- Paulina Urrutia

## Lançamento
O filme foi exibido pela primeira vez como parte da Competição Dramática de Cinema Mundial no Festival de Cinema de Sundance de 2023, com estreia em 21 de janeiro de 2023. No festival, ganhou o Grande Prêmio do Júri da competição. Também foi exibido na seção Panorama do 73º Festival Internacional de Cinema de Berlim, onde teve sua estreia europeia. Também foi convidado para o 27º Festival de Cinema de Lima para competir na seção Documentário, onde foi exibido em 11 de agosto de 2023.
A MTV Documentary Films adquiriu os direitos de distribuição do filme planejando um lançamento nos cinemas. Teve um lançamento limitado nos cinemas dos Estados Unidos durante agosto de 2023, começando em 11 de agosto de 2023, em Nova Iorque. Foi lançado comercialmente em 24 de agosto de 2023, nos cinemas chilenos.

## Recepção
No site agregador de críticas Rotten Tomatoes, o filme tem um índice de aprovação de 94% com base em 47 críticas, com uma classificação média de 8,2/10. O Metacritic, que usa uma média ponderada, atribuiu ao filme uma pontuação de 87 em 100, com base em 15 críticos, indicando "aclamação universal".
Guy Lodge, da Variety, escreveu que o filme "trata o material inexoravelmente triste com uma abordagem mais leve e lírica do que a maioria". Escrevendo para o The Hollywood Reporter, David Rooney chamou o filme de "uma comovente crônica de um casamento desafiado pela doença de Alzheimer", terminando sua crítica comentando que é "tão inesperadamente emocionante quanto triste".